# Ferenc Szedlacsek
Ferenc Szedlacsek (auch Ferenc Szedlacsik oder František Sedláček; * 10. Oktober 1898 in Budapest; † 14. November 1973 in Prag) war ein tschechoslowakischer Fußballspieler und -trainer ungarischer Abstammung.

## Werdegang
Ferenc „Szedi“ oder „Seddy“ Szedlacsek – es kursieren zahlreiche verschiedene Schreibweisen seines Namens – wurde im VIII. Budapester Bezirk (Józsefváros) als Sohn eines tschechischen Vaters und einer ungarischen Mutter geboren. Seine ersten fußballerische Schritte unternahm er in seiner Heimatstadt, sein erster Verein war der Amateurklub MAV Budapest. Während des Ersten Weltkrieges spielte er zeitweise für die erste Mannschaft von Törekvés SE, später wurde Szedlacsek zum Kriegsdienst eingezogen. Nach Kriegsende schloss er sich der Ungarischen Roten Armee an. Nach der Niederschlagung der Ungarischen Räterepublik im Sommer 1919 floh er in die Slowakei, aus der er zweimal ausgewiesen wurde, jeweils aber zurückkehrte. Szedlacsek spielte dort zunächst in Šaľa später bei Fraštacka ŠK Galgóc in Hlohovec und schließlich in Bratislava beim lokalen ungarischen Verein PMTK wieder Fußball.
Im Frühjahr 1921 trat er dem Teplitzer FK bei und nahm 1922 an der Südamerika-Tournee des Klubs teil. Nach der Rückkehr im Oktober 1922 wechselte Szedlacsek zum DFC Prag, der wie der Teplitzer FK ein Verein der deutschsprachigen Minderheit war. Als Spieler dieser Mannschaft bestritt er zwei Länderspiele für die Tschechoslowakei: das erste am 24. Mai 1925 im Prager Stadion Letná gegen Österreich, das 3:1 endete und bei dem er sein einziges Länderspieltor erzielte, das zweite am 17. Januar 1926 im Turiner Stadio Motovelodromo gegen Italien (1:3).
Zwischen 1926 und 1927 war Szedlacsek in der US-amerikanischen American Soccer League für die Brooklyn Wanderers aktiv. Im Jahr 1927 kehrte er nach Budapest zurück und schloss sich Ferencváros an. Das Team zählte damals zu den besten Vereinsmannschaften Europas und gewann unter István Tóth-Potya 1927/28 die Ungarische Meisterschaft und 1928 den Mitropapokal. Am 6. Mai 1928 absolvierte Szedlacsek sein einziges Spiel für die ungarische Nationalmannschaft. Die Partie im Budapester Hungária körúti Stadion gegen Österreich, in der er in der ersten Halbzeit etwa vier Minuten lang für den verletzten Márton Bukovi auf dem Platz war, endete mit einem spektakulären 5:5-Unentschieden.
Abgesehen von einer kurzen Unterbrechung im Jahr 1930, als er für Szegedi Bástya aktiv war, spielte Szedlacsek bis 1932 für Ferencváros. Danach kehrte er in die Tschechoslowakei zurück, wo er für den SK Náchod zwei Jahre in der 1. fotbalová liga als Spielertrainer fungierte. Nach dem Abstieg des SK Náchod am Ende der Saison 1933/34 wurde Szedlacsek Trainer von Sparta Prag. Beim AC Sparta, der zusammen mit dem Lokalrivalen Slavia den tschechoslowakischen Fußball dominierte, trat er die Nachfolge des 1932 verstorbenen John Dick an. Szedlacsek führte die mit Größen wie Oldřich Nejedlý, Raymond Braine oder Jaroslav Burgr gespickte Mannschaft bis 1939 zu drei Meistertiteln und zum Sieg im Mitropapokal 1935. Im Jahr 1939 endete sein Trainerengagement bei Sparta Prag, Nachfolger wurde Josef Kuchynka.
Während des Zweiten Weltkrieges war Szedlacsek inhaftiert. Unmittelbar nach Kriegsende kehrte er zu Sparta Prag zurück, löste dort Kuchynka ab und war bis 1947 oder 1948 wieder als Trainer erfolgreich. Danach war er bei Jednota Košice tätig. 1950 stieg Szedlacsek mit Dukla Prešov in die 1. fotbalová liga auf. Von 1956 bis 1958 trainierte er Baník Ostrava, danach war er ab Januar 1958 bei Spartak Hradec Králové aktiv. Er stieg mit dem Klub 1957/58 aus der ersten Liga ab und in der folgenden Spielzeit postwendend wieder auf. In der Hinserie der Saison 1959/60 etablierte Szedlacsek Spartak Hradec Králové in der oberen Tabellenhälfte. Dennoch trennten sich Trainer und Klub in der Winterpause „gütlich“. Sein Nachfolger Jiří Zástěra gewann mit dem Aufsteiger am Saisonende die Meisterschaft.
In der Saison 1961/62 trainierte Ferenc Szedlacsek den Erstligisten Spartak LZ Plzeň, danach ging er in den Ruhestand. Er starb im November 1973 kurz nach seinem 75. Geburtstag in Prag.

## Erfolge

### Spieler
- Ungarischer Meister: 1927/28, 1931/32
- Ungarischer Pokalsieger: 1927/28
- Mitropapokalsieger: 1928

### Trainer
- Tschechoslowakischer Meister: 1935/36, 1937/38, 1938/39, 1945/46, 1947/48
- Tschechischer Pokalsieger: 1945/46
- Mitropapokalsieger: 1935